# هوادریا سپاه
هواپیمایی نیروی دریایی سپاه پاسداران انقلاب اسلامی یا به اختصار هوادریا یگان هوانوردی نیروی دریایی سپاه است.

## دانشکده هوادریا
دانشکده هوادریای سپاه در دانشگاه علوم و فنون دریایی امام خامنه‌ای نیروی دریایی سپاه با جمع‌آوری مجموعه‌های پراکنده آموزش‌های هوادریا در کشور تشکیل شده‌است.